# نافع بن الحارث بن كلدة الثقفي
نافع بن الحارث بن كَلَدَة هو أبو عبد الله، وأَخو أَبي بَكْرَة لأُمه، واسم أبي بكرة: نفيع، وأُمهما سُمَية، قال ابْنُ سَعْدٍ: ونافع ادّعاه الحارث، واعترف أنه ولده فثبت نَسَبُه منه. وروى ابن عبّاس أنَّ رسولَ الله صَلَّى الله عليه وسلم كان نازلًا بالطّائف، فنادى منادِيه: مَنْ خرج إلينا من عبيدهم فهو حُرٌّ فخرج إليه نافع ونُفيع ـــ يعني أبا بكرة وأخاهفأعتقهما
- ونافع هذا أحُد الشّهود على المغيرة، وكانوا أربعة: أبو بكرة، وأخوه، وزياد، وشبل بن معد، إلا أنّ زيادًا لم يقطع الشّهادة، فسَلِم زياد من الجدّ، وعن محمد بن عبيد الله الثقفيّ: قال أتى رجل من ثقيف يقال له: نافع أبو عبد الله عُمر،
- كان أول من اقتنى إبلًا بالبصرة ــ وقيل: كان أوّل من اقتنى الخيل بالبصرة، فقال: يا أمير المؤمنين، إنّ قِبَلنا أرضًا ليست من أرض الخراج، ولا تضرّ بأحد، فأقطعنيها أتْخِذها فضاء لخَيْلي. فكتب عمر إلى أبي موسى إن كان كما قال فأعْطها إيّاه. وفي رواية: فكتب عمر إلى أبي موسى أن يُقْطعه عشرة أجربة ليس فيها حقٌّ لمسلم ولا لمعاهد، ففعل.
- وروى نافع أنّه كان مع رسول الله صَلَّى الله عليه وسلم، في زُهاء أربعمائة رجل فنزل بنا على غير ماءٍ فكأنّه اشتدّ على النّاس ورأوا رسول الله صَلَّى الله عليه وسلم، نزل فنزلوا إذ أقبلت عَنْزٌ تمشي حتّى أتت رسولَ الله صَلَّى الله عليه وسلم، مُحََّددَة القرنين، قال: فحلبها رسول الله صَلَّى الله عليه وسلم، فأروى الجند ورَوِي، قال: ثم قال: "يا نافع املكها وما أراك أن تملكها"، قال: فلما قال لي رسول الله صَلَّى الله عليه وسلم، وما أراك تملكها أخذتُ عودًا فركزتُه في الأرض وأخذتُ رباطًا فربطتُ الشاة فاستوثقتُ منها، ونام رسول الله صَلَّى الله عليه وسلم، ونام النّاس ونمتُ، قال: فاستيقظتُ فإذا الحبل محلول وإذا لا شاة، فأتيتُ رسول الله صَلَّى الله عليه وسلم، فأخبرتُه، قلتُ: الشاة ذهبت، فقال لي: رسول الله صَلَّى الله عليه وسلم، يا نافع أوَما أخبرتُك أنك لا تملكها؟ إن الذي جاء بها هو الّذي ذهب بها"[2]

## وصلات داخلية
- صحابة